# Kastuś Kalinowski (film 1927)
Kastuś Kalinowski – radziecki dramat wojenny z 1928 roku w reżyserii Władimira Gardina. Premiera filmu miała miejsce 14 sierpnia 1928 roku. Obraz opowiada historię jednego z bohaterów powstania styczniowego 1863 roku w Białorusi, Konstantego Kalinowskiego.

## Fabuła
W zachodnich prowincjach Imperium Rosyjskiego wybucha powstanie. Chłopi zdobywają wozy ze zbożem. Wspierają ich magnateria i szlachta, dążąc do objęcia przywództwa nad powstaniem i ponownego zjednoczenia z Polską. Jednym ze szlacheckich oddziałów dowodzi syn hrabiego Skirmunta, Stanisław. Rosyjski właściciel ziemski hrabia Orłow bezlitośnie wykorzystuje swoich poddanych. Jaś Rudenok wysyła swoją siostrę Marylę do przywódcy zbuntowanych chłopów, Kastusia Kalinowskiego, z prośbą o pomoc. Na rozkaz generalnego gubernatora wojskowego hrabiego Michaiła "Wieszatiela" Murawjowa kozacy zostają wysłani, aby „pacyfikować region”. Oddział powstańców Skirmunta juniora walczy z nimi, ale jednocześnie rabuje chłopów. Jaś, który próbował stawiać opór, zostaje pobity. Kalinowski pojawia się ze swoim chłopskim oddziałem i mówi do Stasia, którego zna ze studiów na uniwersytecie w Petersburgu: „Walczycie z niewłaściwymi ludźmi”. Strażnicy meldują o zbliżaniu się sił karnych. Staś zmuszony jest zwrócić się o pomoc do Kalinowskiego. Oddział chłopski pomaga pokonać Kozaków i zdobywa ufortyfikowany zamek, w którym Kalinowski zakłada swoją siedzibę. Na bazarze Maryla rozdaje proklamacje, a Kastuś wygłasza przemówienie, agitując chłopów. Obaj sprytnie ukrywają się przed policją. Tymczasem senior Skirmunt stara się przeciągnąć na swoją stronę chłopów: zaprasza ich do swojego majątku, zaczyna opowiadać o ziemi, wolności i jedności narodowej. Obecny tam Kalinowski mówi, że chłop nie zaufa panom: hasłem ludu jest chleb i ziemia. Ludzie hrabiego próbują złapać Kastusia. Stanisław, który rzucił się w pościg, został schwytany przez oddział Kalinowskiego. Siostra Stasia, Jadwiga, która zna Kastusia od młodości, sprytnie pomaga bratu w ucieczce. Interesy szlachty i chłopów okazują się być całkowicie rozbieżne. Hrabia Murawjow rozstrzeliwuje uczestników powstania, a magnaci i szlachta wysyłają do niego delegację z deklaracją lojalności wobec cara. Skirmunt senior proponuje nawet umieszczenie na swoim terenie jednostki wojskowej, która miałaby złapać Kalinowskiego. W tym czasie Kastusiowi, przebranemu za rosyjskiego oficera udaje się, poznawszy hasło, okraść carski skarbiec.
Murawjow ogłasza Kalinowskiego wyjętym spod prawa. Oddział chłopski szturmuje i zdobywa zamek Skirmunta. W pojedynku Kalinowski zabija Stanisława. Ale siły karnej ekspedycji się zbliżają i w końcu powstańcy zostają pokonani. Powstanie zostaje stłumione. Kalinowski został schwytany. Przed egzekucją z szafotu kieruje do narodu pożegnalne słowa: „Słuchajcie, Białoruś! Wierzę, że będzie wolna Białoruś robotników i chłopów!” "Słyszymy!" – brzmi w odpowiedzi.

## Obsada
- Nikołaj Simonow – Kastuś Kalinowski
- Boris Liwanow – Stanisław Skirmunt
- Tatiana Bułach-Gardina(inne języki) – Maryla
- Grigorij Ge(inne języki) – arcybiskup Krasiński
- Aleksiej Feona(inne języki) – biskup Skubliński
- Fłaryjan Żdanowicz – ksiądz spowiednik
- Nikołaj Komissarow(inne języki) – Jaś Rudenok
- Sofja Magariłł – Jadwiga Skirmuntówna
- Giennadij Miczurin – Danzas
- Borys Płatonow(inne języki) – młody Rom
- Konstantyn Chochłow(inne języki) – hrabia Orłow
- Kondrat Jakowlew(inne języki) – gen. Murawjow
- Walery Płotnikow – książę Skirmunt senior
- Paweł Samojłow(inne języki) – jurodiwyj
- Władimir Władomirski(inne języki) – kozacki esauł

## Ciekawostki
- "Do ekipy filmowej dołączył etnograf Jazep Dyła, który przez pewien czas pełnił funkcję zastępcy dyrektora Białoruskiej Wytwórni Filmowej i odpowiadał za białoruski charakter przyszłych utworów filomowych[1]."

- Większość scen kręcono w Leningradzie, w dawnym teatrze Krzywe Lustro i jego okolicach[2].

- Warunkiem finansowania Kastusia przez Białoruską Wytwórnię filmową było nakręcenie części filmu na terenie Białorusi, w rezultacie czego scenę egzekucji Kalinowskiego na placu Łukiskim w Wilnie nakręcono w Mińsku na placu Komuny Paryskiej[3].

- Ze względu na swój antypolski charakter film został zakupiony przez litewskie Ministerstwo Obrony w celu pokazywania żołnierzom, a na seansach dla wojska na koniec filmu dodano przyjmowanie defilady przez prezydenta Antanasa Smetonę[4].

- "Na początku lat trzydziestych XX wieku, zaraz po decyzji Józefa Stalina o zakończeniu białorutenizacj, film został oficjalnie uznany za antysowiecką dywersją białoruskich narodowych demokratów, dążących do przekształcenia obrazu poświęconego przywódcy drobnej szlachtypolskiej w święto kultury narodowej.[5]"